# Fresno de Caracena
Fresno de Caracena é um município da Espanha na província de Sória, comunidade autónoma de Castela e Leão, de área 16,78 km² com população de 31 habitantes (2006) e densidade populacional de 2,43 hab/km².

## Demografia
| Variação demográfica do município entre 1991 e 2004 | Variação demográfica do município entre 1991 e 2004 | Variação demográfica do município entre 1991 e 2004 | Variação demográfica do município entre 1991 e 2004 |
| --------------------------------------------------- | --------------------------------------------------- | --------------------------------------------------- | --------------------------------------------------- |
| 1991                                                | 1996                                                | 2001                                                | 2004                                                |
| 61                                                  | 58                                                  | 48                                                  | 41                                                  |